# Melampo (Eneide)
Melampo (in greco antico: Μελάμπους?) è un personaggio della mitologia greca, era un compagno di Eracle. 

## Mitologia
Dopo la morte di Eracle, Melampo si stabilì nel Lazio, dove generò due figli, Cisseo e Gia, che una volta cresciuti avrebbero combattuto contro Enea nella guerra tra troiani e italici.